# Chaley

Chaley este o comună în departamentul Ain din estul Franței.